# Condado de Ellsworth
O Condado de Ellsworth é um dos 105 condados do estado americano de Kansas. A sede do condado é Ellsworth, e sua maior cidade é Ellsworth. O condado possui uma área de 1 874 km² (dos quais 20 km² estão cobertos por água), uma população de 6 525 habitantes, e uma densidade populacional de 4 hab/km² (segundo o censo nacional de 2000). O condado foi fundado em 26 de fevereiro de 1867.